# Nu mai am timp
„Nu mai am timp” este un cântec al interpretei moldovence Anna Lesko. Compoziția a fost inclusă pe o ediție specială a celui de-al treilea album de studio al solistei, Pentru tine. Piesa reprezintă al doilea extras pe single al materialului și cel de-al cincilea din cariera lui Lesko, devenind (la acea vreme) cel mai mare succes al său în Romanian Top 100.

## Informații generale
În urma succesului întâmpinat de albumul  Inseparabili, pentru care solista a fost recompensată cu un disc de aur pentru cele peste 35.000 de exemplare comercializate, interpreta a început promovarea unui nou material discografic. Pentru tine a fost puternic influențat de muzica rock, pentru a-l realisa artista cooptându-l pe membrul formației Direcția 5 și producătorul Marian Ionescu, care s-a ocupat de realizarea întregului album.
După promovarea cântecului „Pentru tine”, au fost date publicității informații conform cărora Lesko a început pregătirile unui nou videoclip, pentru piesa „Nu mai am timp”, aceasta nefiind însă prezentă pe lista cântecelor incluse pe albumul promovat în acea perioadă. Materialul a fost filmat în București, iar articolele de îmbrăcăminte folosite de solistă au fost realizate de ea însăși în colaborare cu Ramona Stanca. Înregistrarea — o colaborare cu Alex — a beneficiat și de o campanie de promovare adiacentă, ce s-a dovedit un succes, lucru dovedit de clasările notabile obținute în listele oficiale. Ulterior, s-a confirmat faptul că înregistrarea urma să fie inclusă pe o ediție specială a albumului Pentru tine. Cântecul a devenit cel mai mare succes al interpretei de la debutul său, clasându-se pe treapta cu numărul zece în Romanian Top 100, ajutând și la sporirea popularității materialului de proveniență. De asemenea, „Nu mai am timp” este al doilea extras pe single al artistei care a fost lansat în format digital.

## Clasamente
| Țară (clasament)           | Poziția maximă | Referință |
| -------------------------- | -------------- | --------- |
| România (Romanian Top 100) | 10             | [ 2 ]     |